# Heresy (gruppo musicale)
Gli Heresy sono stati un gruppo hardcore punk di Nottingham, in Inghilterra, formatosi nel 1985 e attivo fino alla fine del 1989. Gli Heresy pubblicarono tre album e registrarono tre sessioni per lo show di John Peel, andato in onda su BBC Radio 1.

## Discografia

### Album in studio
- 1987 – Concrete Sox/Heresy (split con i Concrete Sox)
- 1988 – Face Up To It!
- 1989 – 13 Rocking Anthems

### Singoli ed EP
- 1986 – Never Healed flexi EP
- 1987 – Thanks!
- 1989 – Whose Generation?
- 1990 – Live at Leeds

### Album video
- 2006 – 1987 Excerpts From 4 Live Shows